# بيلة درق (غرمي)
بيلة درق (مقاطعة غرمي) (بالإنجليزية: Pileh Daraq)‏ هي مستوطنة تقع في قسم اجارود الشرقي الريفي في إيران. يقدر عدد سكانها بـ 126 نسمة .